# Charalambos Kiriaku
Charalambos Kiriaku (ur. 15 października 1989 w Nikozji) – cypryjski piłkarz, grający na pozycji obrońcy.

## Kariera klubowa
Kiriaku jest wychowankiem klubu Omonia Nikozja, w którym, z roczną przerwą na pobyt w zespole Doksa Katokopia, występował do 2015 roku. Wtedy też odszedł do klubu Ethnikos Achna. W 2016 przeszedł do AEL Limassol.

## Kariera reprezentacyjna
W reprezentacji Cypru zadebiutował 8 czerwca 2013 roku w meczu eliminacji mistrzostw świata przeciwko Szwajcarii. Na boisku pojawił się w 62 minucie meczu.

## Sukcesy
Omonia
- Mistrzostwo Cypru: 2010
- Puchar Cypru: 2012
- Superpuchar Cypru: 2012